# واشبورن (إلينوي)
واشبورن (بالإنجليزية: Washburn)‏ هي منطقة سكنية تقع في الولايات المتحدة في إلينوي. يقدر عدد سكانها بـ 1,158 نسمة .

## الموقع الجغرافي
الموقع الجغرافي للمناطق المحيطة بهذه النقطة هو كالتالي:

## أعلام
- بوب بارنز
- جاي فرانك دوريا
- كليفورد ك. آيرلادند